# Oldenburg (1628)
Oldenburg, på danska Oldenborg, var ett danskt segelfartyg och ett örlogsskepp som deltog i sjöslaget vid Femern den 13 oktober 1644. Oldenborg äntrades och tillfångatogs under slaget av tre mindre svenska skepp. Fartyget var bestyckat med 42 kanoner.